# シャダイアイバー
シャダイアイバーは日本の競走馬、繁殖牝馬。1982年の第43回優駿牝馬（オークス）に優勝した。全妹に新潟記念優勝馬のダイナオレンジ、孫に1999年度JRA賞最優秀短距離馬、最優秀父内国産馬のエアジハード がいる。名前のアイバーは、近親のSir Ivorから。

## 経歴
- 馬齢は旧表記で記述する。

脚部に慢性的な不安を抱えた馬で、デビューは4歳時の3月と非常に遅かった。素質が高く見込まれていたということもなく初戦も6着と凡走していたが、その後オークスまでに2勝を挙げ、滑り込みでの同レース出走を果たす。
鞍上は2戦目より手綱を取っていた加藤和宏で、抜けた実力馬がおらず人気が拮抗するなか7番人気という評価だった。レース直前に1番人気の桜花賞優勝馬リーゼングロスが放馬するというアクシデントがあったが、同馬は捕獲後、異常なしとしてそのまま発走を迎えた。レースではそれぞれ 2、3番手で先行したシャダイアイバーとリーゼングロスが直線入り口から抜け出し、激しい競り合いとなる。500メートルに渡る競り合いの末に、ゴール前でシャダイアイバーが半馬身競り勝って1着。重賞初制覇をクラシックで果たすと共に、史上最短記録となるデビュー78日目でのオークス優勝を果たした。
その後屈腱炎を発症し長期休養を余儀なくされる。復帰後2戦したがいずれも凡走し、安田記念16着を最後に競走馬を引退。社台ファーム千歳で繁殖牝馬となった。

### 産駒成績
繁殖牝馬としても好素質馬を数々送り出したが、1993年のクラシック戦線で皐月賞3位入線（斜行により8着に降着）、NHK杯2着、東京優駿（日本ダービー）4着の成績を残したガレオンは、ダービーの競走中に骨折しそのまま競走馬引退、フジキセキの主戦を務めた角田晃一に「フジキセキより強いかも知れない」と評価されたステッペンウルフは、条件戦4連勝から重賞初挑戦となった函館記念4着の後、脚部不安を生じてレースに出走できなくなり引退となっている。母に似て脚部の弱さから大成しきれなかった産駒もいるなど、産駒から重賞優勝馬は送り出せなかった。それでもブラウンアイボリー、オークツリー、ガレオン、ステッペンウルフと産駒4頭がオープン馬となる優秀な繁殖成績を残している。孫世代以降の牝系からはGI競走2勝のエアジハードを筆頭に、プレシャスカフェ、ペインテドブラック、ユールシンギング、ジャスティンカフェなど複数の重賞馬が出ている。

## エピソード
2007年に企画された往年の名騎手を集めてのエキシビション競走・第1回ジョッキーマスターズが施行された際、出場騎手に名を連ねた加藤和宏は、シャダイアイバーに騎乗したオークス優勝時の服色で出場した。

## 血統表
| シャダイアイバーの血統                               | シャダイアイバーの血統                               | シャダイアイバーの血統                               | （血統表の出典）                                     | （血統表の出典） |
| 父系                                                 | ノーザンテースト系                                   | ノーザンテースト系                                   | ノーザンテースト系                                   |                  |
| 父 *ノーザンテースト Northern Taste 1971 栗毛 カナダ | 父の父Northern Dancer 1961 鹿毛 カナダ               | Nearctic                                             | Nearco                                               | Nearco           |
| 父 *ノーザンテースト Northern Taste 1971 栗毛 カナダ | 父の父Northern Dancer 1961 鹿毛 カナダ               | Nearctic                                             | Lady Angela                                          |                  |
| 父 *ノーザンテースト Northern Taste 1971 栗毛 カナダ | 父の父Northern Dancer 1961 鹿毛 カナダ               | Natalma                                              | Native Dancer                                        | Native Dancer    |
| 父 *ノーザンテースト Northern Taste 1971 栗毛 カナダ | 父の父Northern Dancer 1961 鹿毛 カナダ               | Natalma                                              | Almahmoud                                            |                  |
| 父 *ノーザンテースト Northern Taste 1971 栗毛 カナダ | 父の母Lady Victoria 1962 黒鹿毛 カナダ               | Victoria Park                                        | Chop Chop                                            | Chop Chop        |
| 父 *ノーザンテースト Northern Taste 1971 栗毛 カナダ | 父の母Lady Victoria 1962 黒鹿毛 カナダ               | Victoria Park                                        | Victoriana                                           |                  |
| 父 *ノーザンテースト Northern Taste 1971 栗毛 カナダ | 父の母Lady Victoria 1962 黒鹿毛 カナダ               | Lady Angela                                          | Hyperion                                             | Hyperion         |
| 父 *ノーザンテースト Northern Taste 1971 栗毛 カナダ | 父の母Lady Victoria 1962 黒鹿毛 カナダ               | Lady Angela                                          | Sister Sarah                                         |                  |
| 母 *サワーオレンジ Sour Orange 1973 黒鹿毛 アメリカ  | 母の父Delta Judge 1960 鹿毛 アメリカ                 | Traffic Judge                                        | Alibhai                                              | Alibhai          |
| 母 *サワーオレンジ Sour Orange 1973 黒鹿毛 アメリカ  | 母の父Delta Judge 1960 鹿毛 アメリカ                 | Traffic Judge                                        | Traffic Court                                        |                  |
| 母 *サワーオレンジ Sour Orange 1973 黒鹿毛 アメリカ  | 母の父Delta Judge 1960 鹿毛 アメリカ                 | Beautillion                                          | Noor                                                 | Noor             |
| 母 *サワーオレンジ Sour Orange 1973 黒鹿毛 アメリカ  | 母の父Delta Judge 1960 鹿毛 アメリカ                 | Beautillion                                          | Delta Queen                                          |                  |
| 母 *サワーオレンジ Sour Orange 1973 黒鹿毛 アメリカ  | 母の母Lady Attica 1967 鹿毛 アメリカ                 | Spy Song                                             | Balladier                                            | Balladier        |
| 母 *サワーオレンジ Sour Orange 1973 黒鹿毛 アメリカ  | 母の母Lady Attica 1967 鹿毛 アメリカ                 | Spy Song                                             | Mata Hari                                            |                  |
| 母 *サワーオレンジ Sour Orange 1973 黒鹿毛 アメリカ  | 母の母Lady Attica 1967 鹿毛 アメリカ                 | Attica                                               | Mr. Trouble                                          | Mr. Trouble      |
| 母 *サワーオレンジ Sour Orange 1973 黒鹿毛 アメリカ  | 母の母Lady Attica 1967 鹿毛 アメリカ                 | Attica                                               | Athenia                                              |                  |
| 母系(F-No.)                                          | サワーオレンジ系(FN:8-g)                             | サワーオレンジ系(FN:8-g)                             | サワーオレンジ系(FN:8-g)                             | [ § 2 ]          |
| 5代内の近親交配                                      | Hyperion 5･4×5、Mahmoud 5×5、Lady Angela 3･4（父内） | Hyperion 5･4×5、Mahmoud 5×5、Lady Angela 3･4（父内） | Hyperion 5･4×5、Mahmoud 5×5、Lady Angela 3･4（父内） | [ § 3 ]          |
| 出典                                                 | 1. 2. 3.                                             | 1. 2. 3.                                             | 1. 2. 3.                                             | 1. 2. 3.         |

従弟にアメリカの重賞優勝馬が2頭、全妹ダイナオレンジの娘に4歳牝馬特別の優勝馬センターライジング、祖母Lady Atticaの半兄に1960年代のヨーロッパを代表する名馬Sir Ivorがいる。

## 参考
- 『週刊Gallop』1999年6月27日号 p. 17「華麗なる樫の女王シャダイアイバー一族」